# Bobby Fish
Robert Anthony Fish (Albany, New York, 27 oktober 1976), beter bekend als Bobby Fish, is een Amerikaans professioneel worstelaar die sinds 2021 actief is in All Elite Wrestling (AEW). Fish is best bekend van zijn tijd bij de World Wrestling Entertainment. Fish was lid en medeoprichter van de formatie The Undisputed Era. Met tag team partner Kyle O'Reilly is hij een 2-voudig NXT Tag Team Champion. Op 7 augustus 2021, werd Fish vrijgegeven van zijn contract door WWE.
Fish is ook best bekend van zijn tijd bij de worstelorganisatie Ring of Honor (ROH), waar hij worstelde als lid van het team reDragon, ook met O'Reilly. HIj won drie keer het ROH World Television Championship, waarvan de eerste keer bij het evenement ROH 11th Anniversary op 2 maart 2013. Ook won hij één keer het ROH World Television Championship bij het evenement ROH/NJPW Global Wars op 8 mei 2016.
Tot slot werkte Fish nog voor de Japanse worstelorganisaties Pro Wrestling Noah (NOAH) en New Japan Pro Wrestling (NJPW), waar hij een 2-voudig IWGP Junior Heavyweight Tag Team Champion is.

## Prestaties
- High Risk Wrestling
  - HRW Tag Team Championship (1 keer) – met Kyle O'Reilly[4]
- New England Championship Wrestling
  - NECW Heavyweight Championship (1 keer)[4]
- New Japan Pro-Wrestling
  - IWGP Junior Heavyweight Tag Team Championship (2 keer) – met Kyle O'Reilly[4]
  - Super Jr. Tag Tournament (2014) – met Kyle O'Reilly[5]
- Pro Wrestling Illustrated
  - Tag Team of the Year (2019) – met Kyle O'Reilly[6]
  - Gerangschikt op nummer 26 van de top 500 singles worstelaars in de PWI 500 in 2016[7]
- Pro Wrestling Unscripted
  - PWU Tag Team Champion (1 keer) – met Scott Cardinal[4]
- Ring of Honor
  - ROH World Tag Team Championship (3 keer) – met Kyle O'Reilly[4]
  - ROH World Television Championship (1 keer)[4]
  - ROH World Television Championship #1 Contender Tournament (2015)[5]
  - Tag Wars Tournament (2014) – met Kyle O'Reilly[5]
  - Survival of the Fittest (2016)[5]
- Upstate Pro Wrestling
  - UPW Heavyweight Championship (1 keer)[4]
- WWE
  - NXT Tag Team Championship (2 keer) – met Kyle O'Reilly, Adam Cole en Roderick Strong (1), Kyle O'Reilly (1)[4]
  - NXT Year-End Award (2 keer)
    - Tag Team of the Year (2019) – met Kyle O'Reilly[8]
    - Tag Team of the Year (2020) – met Kyle O'Reilly, Adam Cole en Roderick Strong[9]